# Анаконда 3: Цена эксперимента
«Анаконда 3: Цена эксперимента» (англ. Anaconda 3: Offspring, также известный как «Анаконда: Потомство» или «Анаконда III») — американский телевизионный фильм ужасов 2008 года режиссёра Дона Э. Фонтлероя с участием Дэвида Хассельхоффа, Кристал Аллен и Джона Рис-Дэвиса.
Фильм является прямым продолжением фильма «Анаконда 2: Охота за проклятой орхидеей» 2004 года и третьей частью серии фильмов «Анаконда». Премьера фильма состоялась на канале Sci-Fi 26 июля 2008 года, а через год последовал фильм «Анаконда 4: Кровавый след». Фильм был выпущен на DVD 21 октября 2008 года в США и 20 октября 2008 года в Великобритании.
Фильм был раскритикован журналистами и зрителями из-за использования нереалистичной дешёвой графики, а также слишком перегруженного сюжета. Но несмотря на отзывы, фильм стал успешен в прокате.

## Сюжет
В Румынии анаконда, пойманная в реке Амазонка, находится в генетическом исследовательском центре, принадлежащем Векселю Холлу, для экспериментов, когда профессор Эрик Кейн разработал сыворотку для Кровавой Орхидеи (той, что была извлечена из фонтана после руин джунглей Борнео). Исследовательским проектом руководит доктор Аманда Хейс, а финансирует его Питер «Джей Ди» Мердок, известный промышленник. Во время посещения объекта Мердок провоцирует анаконду большим фонарем и дает ей газ, чтобы успокоить её. Однако, когда Мердок, его помощник Пинкус и Дэрил собираются уходить, анаконда убивает Дэрила и пробивает стену его вольера. Убегая, она убивает многих людей, работающих в лаборатории. Осматривая объект, Аманда и профессор понимают, что анаконда также освободила королеву анаконду. Анаконда вскоре подкрадывается к ним сзади, давит профессора насмерть своими кольцами и откусывает ему голову. Мердок вызывает команду охотников на животных во главе со Стивеном Хэмметом, чтобы поймать обеих змей. Аманда и Пинкус идут с ними. На маленькой ферме посреди леса хозяина заживо съедает одна из змей.
Охотники прибывают позже и начинают разрабатывать план нападения. Во время первого столкновения со змеей двое из партии убиты: Грозный получает удар очень острым хвостом генетически изменённой анаконды, а Драгощу откусывают голову. Хэммет приезжает и читает команде лекцию о том, как убить змею. Когда группа распадается, Аманда уезжает в машине с двумя другими членами команды, Виктором и Софией. Во время очередного столкновения со змеей анаконда плюет Виктору в лицо кислым ядом, обжигая его. Машина разбивается, и Софию выбрасывает из машины, сломав при этом ногу. Когда Аманда пытается выйти из машины, чтобы помочь ей, змея появляется снова и пожирает Софию. Аманду спасает Хэммет, и они оба убегают.
Когда они перегруппировываются, Аманда неохотно открывает, что королева змей беременна и родит более генетически «особенное» потомство менее чем за 24 часа. Команды хотят вызвать военных, но Хэммет запрещает это и угрожает Аманде тюрьмой за её роль в его создании. Утром отряд начинает поиски змеи, но Пинкус получает удар в грудь от анаконды и погибает. Пока Хэмметт ищет змею пешком, Аманда и один из трех оставшихся охотников, Ник, замечают змей, идущих сначала на старую фабрику, и следуют за ними, чтобы заложить взрывчатку вокруг здания. Прежде чем они успевают закончить, змея нападает. Ник помогает Аманде бежать, но получает ранение от змеи, когда она пронзает его своим хвостом, но Ник способен разрядить гранату, убивая и его, и змею. Хэммет и его последний оставшийся охотник, Андрей, прибывают, услышав взрыв гранаты. Когда они вдвоем встречают Аманду на фабрике, Андрей двигается, чтобы установить заряды, но Хэммет убивает его, заставляя Аманду понять, что Хэммет работает на Мердока, который хочет живого детеныша анаконды. Внутри здания королева рожает. Ранив Хэммета, Аманда устанавливает таймер на взрывчатку и убегает из здания, оставляя Хэммета подвергаться нападению детенышей змей, пока он пытается добраться до бомбы. Как только она оказывается на безопасном расстоянии, взрывчатка взрывается, убивая Хэммета и детенышей змей. Пока она сидит на корточках у обочины дороги, сжигая всю свою документацию по исследованию змей, один из людей Мердока по имени Питер Резайнер проезжает мимо, направляясь на фабрику, где он находит одного ещё живого змееныша и доставляет змею Мердоку.

## В ролях
| Персонаж      | Актёр/Актриса       |
| ------------- | ------------------- |
| Маркос Хаметт | Дэвид Хассельхофф   |
| Аманда Хейс   | Кристал Аллен       |
| Пинкус        | Райан Маккласки     |
| Ник           | Патрик Режис        |
| Грозный       | Энтони Грин         |
| Мердок        | Джон Рис-Дэвис      |
| Андрей        | Алине Олеанту       |
| Виктор        | Тома Данила         |
| София         | Михаела Елена Орос  |
| Анаконда      | Кристобаль Уркуйага |

## Критика
Фильм раскритиковали за слабую сюжетную линию, некачественную игру актеров и тусклые спецэффекты. Многие зрители сочли это разочаровывающим дополнением к франшизе «Анаконда».
На Rotten Tomatoes третий фильм получил лишь отзывы от зрителей, всего 11% одобрения, а от критиков две негативные рецензии.

## Продолжение
Фильм снимался параллельно с фильмом Анаконда 4: Кровавый след в Румынии (Бухарест, дельта Дуная и т.д.). На оба фильма затратили чуть менее 20 миллионов долларов. Четвёртый фильм вышел спустя год, в 2009 году, также на ТВ и DVD и рекламировался, как завершение серии.